# Nahir (2024 filme)
Nahir é o próximo filme argentino pertencente ao gênero drama policial fundido com ficção e realidade de 2024, estrelado por Valentina Zenere, Mónica Antonopulos, Simón Hempe, Nacho Gadano e Felipe Ganullan. O filme é baseado no caso de Nahir Galarza, a argentina de 19 anos condenada à prisão perpétua pelo crime em seu concurso de Fernando Pastorizzo. O filme é dirigido por Hernán Guerschuny.

## Rodajem
O filme inicia sua fase de produção em 2023, pois em março desse mesmo ano, através da conta oficial do Instagram da Amazon Prime Video, publicou um mini teaser do filme com duração estimada de 58 segundos, no qual você posso ver Valentina Zenere interpretando Nahir Galarza dizendo ''Eu sou Nahir Galarza, eles não querem saber o que aconteceu naquela noite. Ou não? ''Olhando e perguntando ao espectador, quando o título do filme foi exibido, foi confirmado que o filme já estava em fase de filmagem. As gravações foram feitas na cidade de Buenos Aires, Capital Federal, o que obrigou à criação de cenários para recriar o cenário dos acontecimentos, já que o filme não poderia ser gravado em Gualeguaychú - Entre Ríos (local onde ocorreu o crime) . ocorreu) já que os moradores da cidade se opuseram, considerando-o uma "falta de respeito à família de Fernando." O filme terminou as filmagens em julho de 2023 às 15h ( -UTC) e o filme estava estimado para chegar às telonas no final de março de 2024.

## Lancamento
O filme terá estreia em 240 países, na Argentina chegará aos cinemas no final de março de 2024 e também estreia nas plataformas de Streaming.

## Elenco
- Valentina Zenere como Nahir Galarza, estudante do primeiro ano de direito da Universidade de Concepción del Uruguay, que foi condenada pelo assassinato de seu companheiro, Fernando Pastorizzo, tornando-se a mulher mais jovem condenada à prisão perpétua na Argentina.
- Simon Hempé como Fernando Pastorizzo, namorado de Nahir que foi assassinado na madrugada de 29 de dezembro de 2017 após levar dois tiros.
- Mónica Antonópulos como Yamina Kroh, mãe de Nahir.
- Nacho Gadano como Jorge Zonzin, famoso diretor de mídia que os pais de Nahir contrataram como porta-voz oficial.

## Reference
1. ↑  Nahir (2024) (em espanhol), consultado em 2 de março de 2024
2. ↑  Palomino, Por Ester (29 de junho de 2023). «Prime Video lanzará "Nahir", película basada en un crimen que conmocionó a Argentina». infobae (em espanhol). Consultado em 2 de março de 2024
3. ↑  «Nahir Galarza y su obsesión con Valentina Zenére, la actriz que la interpreta en la película sobre su vida». A24 (em espanhol). Consultado em 2 de março de 2024